# Giuseppe Gabrielli
Giuseppe Gabrielli, né le 26 février 1903 à Caltanissetta et mort le 29 novembre 1987  à Turin) est un ingénieur aéronautique italien prolifique.
Il a dessiné en particulier les chasseurs Fiat G.50 et Fiat G.55 largement répandus durant la Seconde Guerre mondiale et le chasseur OTAN Fiat G-91 dans les années 1950.

## Biographie

### Un sicilien émigré dans le nord
Giuseppe Gabrielli est né le 26 février 1903 à Caltanissetta, en Sicile. Il quitte la Sicile à l’âge de 7 ans pour Turin. Il étudie la construction aéronautique à l’Institut Polytechnique de Turin sous la direction du professeur Panetti. Diplômé ingénieur en mécanique le 31 juillet 1925, il est aussi lauréat d’une bourse d’études de la Fondation Besso qui lui permet de poursuivre ses études en Allemagne, à l’Université Technique d’Aix-la-Chapelle. Durant ce séjour en Allemagne, il noue des liens étroits avec un de ses professeurs, Theodore von Karman, spécialiste de l’aérodynamique. 
De retour en Italie en 1927, il devient instructeur en construction aéronautique à l’Institut Polytechnique de Turin. En 1949, il y sera nommé professeur, poste qu’il occupera jusqu’à l’âge de 70 ans en plus de ses autres activités. Car à côté des cours de construction aéronautique qu’il dispense, il devient, en 1927, l’assistant de Giovanni Pegna, alors responsable du bureau d’études de la firme Piaggio à Gênes. Chargé du développement des structures métalliques, son premier succès fut de réaliser une version métallique du Savoia-Marchetti S.55. Avec une structure en alliage d’aluminium l’hydravion pèse 530 kg de moins que l’original en bois pour un facteur de charge qui passe de 7 à 9.

### Une longue association avecFiat
Un succès qui retient l’attention de l’industriel Giovanni Agnelli. Dès 1931, âgé de 28 ans, Gabrielli est nommé à la tête d’un département aéronautique autonome au sein du groupe Fiat. Giuseppe Gabrielli va alors dessiner 142 avions, dont 63 ont été construits et 17 produits en grande série. Parmi ces appareils, tous identifiés par la lettre G, on relève en particulier :
- Le Fiat G.2, monoplan cantilever triplan pour 6 passagers en 1932.
- Le Fiat G.18, le bimoteur commercial le plus rapide en service en 1938.
- Le Fiat G.12, trimoteur de transport qui sera utilisé durant toute la Seconde Guerre mondiale.
- Le Fiat G.50, premier chasseur italien monoplan métallique à structure monocoque, en 1939.
- Le Fiat G.55, qui vole à plus de 600 km/h en 1943, mais apparu trop tard pour avoir une influence sur l’évolution de la Seconde Guerre mondiale.
- Le Fiat G.80 en 1951, un des premiers chasseurs italiens à réaction.
- Le Fiat G.82, version biplace d’entrainement du précédent apparu en 1954.
- Le Fiat G.91 qui remporte une compétition organisée par l’OTAN en  1957 et fut mis en service par l’Italie et l’Allemagne en particulier.
- Le Fiat G.222, son dernier projet, qui sera construit par Aeritalia et adopté par l’USAF sous la désignation C-27A Spartan.

### Une personnalité reconnue
À la création d’Aeritalia en 1969 il abandonne le bureau d’études, mais continue à diriger Fiat Aviazione, qui produit encore des moteurs d’avions, tout en représentant l’Italie au sein de nombreuses instances nationales et internationales : Association Internationale des Constructeurs de Matériel Aérospatial, Royal Aeronautical Society, American Institute of Aeronautics and Astronautics, Deutsche Gesellschaft für Luft- und Raumfahrt, …
Giuseppe Gabrielli est mort à Turin le 29 novembre 1987 à l'âge de 84 ans.